# Joan Soldevila Pich
Joan Soldevila Pich (Esterri d'Àneu, 29 de novembre de 1913 – Esterri d'Àneu, 8 d'abril de 2013) fou un pallarès que, durant la Segona Guerra Mundial, va pertànyer a la xarxa d'informació belga De Jean.

## Biografia
Va nàixer a Esterri d'Àneu el 1913. Era fill de Pedro Soldevila Roca, de casa Jaume de València d'Àneu, i d'Àgueda Pich Sansa, de casa Marquetó d'Escart. Pedro i Àgueda tingueren sis fills. La família va viure a casa Jaume de València d'Àneu, a casa Marquetó d'Escart, a Esterri d'Àneu on van fer de mitgers a casa Riart i a Son on van fer de masovers en una propietat de casa Arnaldo.
Vers l'any 1934 els pares d'en Joan decidiren tornar a Escart. Només els acompanyà la filla petita, la resta de germans estaven treballant o bé de mossos en cases de la comarca, o bé a França. Joan Soldevila va treballar a casa Gallimó d'Esterri d'Àneu i a casa Sanet d'Alós d'Isil fent de mosso. També va treballar en la construcció de la carretera que havia d'unir Esterri d'Àneu i Alós. El 1935 va treballar a la casa de la borda d'Escaló i l'any següent va treballar a casa Pere de Dorve, moment en què va esclatar la Guerra Civil.

## Guerra Civil i postguerra
Joan Soldevila va ingressar al Cos de Carrabiners com a voluntari. Va fer pràctiques de maneig d'armament a Albacete abans de ser destinat al 15è Batalló de la 8a Brigada Mixta a Madrid, on va romandre durant tota la guerra.
El retorn al Pallars Sobirà després de la guerra fou molt dur. La població es trobava profundament marcada pels estralls de la repressió exercida per les tropes rebels que havien ocupat la comarca l'abril de 1938. La situació econòmica era més que precària. En Joan Soldevila passarà els primers anys de la postguerra treballant al bosc fent de fustaire. La feina era molt dura però millor remunerada que la de mosso, encara que no pot dir-se que estigués ben pagada. Així doncs, per mirar d'aconseguir més ingressos, en Joan i el seu germà Ricardo Soldevila decidiren introduir-se en el negoci del contraban de llana.
Durant els viatges de contraban transportaven uns 40 quilos de llana des del Pallars Sobirà cap a Andorra. De tornada transportaven uns 10 quilos de tabac que venien a la Val d'Aran. En un d'aquests viatges foren descoberts per la Guàrdia Civil i empresonats durant un mes a Lleida.

## El Seminari Vell de Lleida
La nit del 9 al 10 de juny de 1943, en Joan i en Ricardo Soldevila foren arrestats per la Guàrdia Civil i enviats a Lleida on compliren un mes de condemna per un delicte de contraban.
L'edifici del Seminari Vell era el lloc on foren empresonats. Eren molts els reclusos que hi havia allí internats en pèssimes condicions. La majoria eren de nacionalitat espanyola, empresonats per qüestions polítiques o acusats de delictes diversos. Hi havia també presoners estrangers de diverses nacionalitats que havien estat detinguts per la Guàrdia Civil després de passar clandestinament els Pirineus fugint de la barbàrie nazi.
Malgrat els presos espanyols i els estrangers es trobaven separats, hi havia llocs en els quals podien coincidir. Durant el temps d'estada a la presó, en Joan es va relacionar amb un presoner francès, el qual es feia dir Soum, nascut al poble de Saint Girons (Ariège). La importància de les relacions transfrontereres existents entre la població pallaresa i la del Couserans, a l'altra banda de la frontera permet entendre la bona relació que en Soum i en Joan Soldevila establiren durant el temps de reclusió. Malgrat no es coneixien d'abans, tenien referents comuns, històries comuns i podien parlar d'alguns dels seus veïns com si no hi hagués cap frontera que separés les seues poblacions d'origen.
En Joan Soldevila va finalitzar la condemna el dia 14 de juliol de 1943.

## La línia SOL de la xarxa belga de Jean
L'estiu de 1943, les xarxes d'evasió i d'informació belgues dependents de la Sûreté de l'État es trobaven en procés de reestructuració, ja que molts dels seus agents havien estat detinguts pels alemanys. És en aquest context que cal entendre el fet que en Joan Soldevila i el seu germà Ricardo, fossin contactats pel Consolat Belga de Barcelona a través d'una trucada a un comerç d'Esterri d'Àneu que disposava de telèfon. El consolat necessitava agents per poder restablir les seves xarxes d'informació a través dels Pirineus i connectar Barcelona amb Toulouse. Havien sabut d'ells gràcies a en Soum, el noi de Saint Girons empresonat al Seminari Vell de Lleida.
D'aquesta manera quedava conformada la línia SOL. SOL feia referència a les tres primeres lletres del cognom del passador (Soldevila) que es trobava al final de la línia, és a dir que recollia i dipositava els petits paquets a Barcelona. Per tant, el nom de la línia feia referència a en Ricardo Soldevila.
En un primer moment, la línia recent creada va estar formada per Ricardo Soldevila (agent José) i Jaume Soldevila (agent Pablo), el germà gran dels Soldeviles que vivia a Toulouse des de principis de la dècada de 1930. En Ricardo viatjava fins a Barcelona per anar a buscar el paquet al Consolat Belga on, en retirar-lo, havia de signar amb un nom fals, en un llibre de registre. Des de Barcelona, en Ricardo traslladava el paquet fins a Er (Cerdanya) on el deixava en una casa que feia de bústia. En Jaume, es traslladava a Er per recollir el paquet i dur-lo fins a Toulouse; allí, casa seua era la bústia i la seua esposa, Generosa Cortina, era l'encarregada de lliurar el paquet a l'agent de la xarxa que el venia a recollir, una dona que sempre portava un gos i de la qual desconeixien la identitat.
La ruta per la Cerdanya va haver ser abandonada i a partir d'aquell moment, enceten una nova ruta a través del Pallars Sobirà. En Ricardo traslladava els paquets des de Barcelona fins a Escart i en Joan (agent Rodrigo) feia el trajecte des d'Escart fins a Couflens (Couserans, Ariège), passant pel Port dels Vinyals. De Couflents a Saint Girons el paquet el traslladava Jacinto Bengoetxea, un navarrès exiliat a França que el deixava a casa Gabarre de Saint Girons. A Saint Girons, en Jaume Soldevila recollia el paquet i el portava fins a Toulouse. El tram d'Escart fins a Barcelona, també el va fer en Joan Soldevila en diverses ocasions.

## La Missió Roch
El gener de 1944, la Sûreté de l'État belga, establerta a Londres, dissenya un pla per constituir diverses línies d'evasió entre França i Espanya a través de les quals s'hi haurien evacuat agents perseguits pels alemanys, altes personalitats belgues i aviadors de la RAF.
La Missió Roch és el nom que va rebre el pla. La missió començava amb el viatge que introduïa a França els encarregats de posar-lo en marxa. Un dels encarregats fou Charles de Hepcée.
En Charles de Hepcée va arribar a casa Moreu Son des de Barcelona acompanyat per Ricardo Soldevila. Allí hi havia de romandre fins que en Jaume Soldevila l'anés a buscar però la por a una denúncia va fer que Joan i Ricardo precipitessin el seu viatge cap a França. Per fer-ho, els germans Soldevila van buscar l'ajut d'un noi de Salau que estava treballant de mosso en una casa de Borén perquè fes de guia a Hepcée i l'acompanyés fora de la zona interdita. El guia abandonà a Charles de Hepcée a la seva sort el qual fou detingut per una patrulla alemanya, en un indret anomenat Betmajou (Pont de la Taule, Couserans), era el 13 d'abril de 1944.

## La caiguda de la línia SOL
La detenció de Charles de Hepcée va propiciar la caiguda de la línia SOL. El 15 de maig de 1944, en Jaume Soldevila i la seua esposa Generosa Cortina foren detinguts i empresonats a la presó de Saint Michel de Toulouse.
El dia 27 de juny de 1944, Jaume Soldevila juntament amb tres homes, va ser conduït per membres de la Gestapo al bosc de la Reulle (Castelmaurou). Jaume Soldevila fou l'únic que aconseguí fugir de l'escamot d'afusellament. Aquell mateix dia Charles de Hepcée fou afusellat al mateix bosc de la Reulle.
El dia 2 de juliol de 1944, Generosa Cortina és deportada a Alemanya, al camp de Ravensbrück. Fou alliberada el 3 de maig de 1945. Generosa Cortina i
Jaume Soldevila es van poder reunir altre cop a Toulouse.

## La xarxa Pat O’Leary a les valls d'Àneu
Sovint trobem que les mateixes persones treballant per més d'una xarxa d'informació o d'evasió aliada. En Jaume Soldevila i la Generosa Cortina, també van participar en la xarxa d'evasió Pat O’Leary. Per compte d'aquesta xarxa, en Jaume Soldevila va conduir fins a Isavarre un grup de set aviadors britànics, canadencs i americans. Els noms eren els següents: Neil H. Lathrop, Lowell Creason, R. Gordon Crosby, David Goldberg, Arnold Pederson, William E. Watkins i Michael L. Smith. Els diferents avions amb els quals viatjaven havien estat abatuts a França entre el gener i el març de 1944.
El grup d'aviadors va arribar a casa Miqueu d'Isavarre el dia 12 d'abril de 1944. En Joan Soldevila es va fer càrrec dels set homes conduint-los a la Guingueta d'Àneu En arribar a la Guingueta, els va amagar en una petita borda que pertanyia a casa Aleixet de Jou. La noia de la casa es va avenir a tenir cura d'ells i a portar-los menjar mentre en Joan viatjava fins a Barcelona per buscar algú que es pogués ocupar del trasllat dels aviadors fins al consolat Britànic.
A Barcelona, en Joan va anar a trobar un capità d'artilleria retirat que per diners es dedicava a anar a buscar gent evadida que, després d'haver aconseguit passar la frontera, estaven amagats en algun indret esperant poder fer el darrer tram del seu viatge fins a Barcelona. Un taxi es va emportar els aviadors de la Guingueta i van ser traslladats fins al Consolat Britànic de Barcelona.
Al Consolat van haver de respondre a un interrogatori que tenia dos objectius, d'una banda comprovar l'eficàcia i la seguretat dins de les línies d'evasió en territori ocupat, i de l'altra evitar que, entre els grups d'evadits, hi hagués cap infiltrat alemany. L'estada a Barcelona es va allargar durant una setmana, allí van estar allotjats en un hotel. Durant el temps que hi van romandre, se’ls van preparar passaports britànics falsos. Quan van tenir els papers a punt, van viatjar fins a l'Ambaixada Britànica a Madrid, després fins a Gibraltar i des d'allí, finalment al Regne Unit, on van arribar el 6 de maig de 1944.